# Alluvioni Cambiò
Alluvioni Cambiò era una localidad y comune italiana de la provincia de Alessandria, región de Piamonte, con 1.009 habitantes en el año 2009. El 1 de enero de 2018 se fusionó con Piovera para formar la nueva comune de Alluvioni Piovera.

## Evolución demográfica
| Gráfica de evolución demográfica de Alluvioni Cambiò entre 1861 y 2001 |
|                                                                        |
| Fuente ISTAT - elaboración gráfica de Wikipedia                        |